# Огайова (Небраска)
Огайова (англ. Ohiowa) — селище (англ. village) в США, в окрузі Філлмор штату Небраска. Населення — 120 осіб (2020).

## Географія
Огайова розташована за координатами 40°24′49″ пн. ш. 97°27′9″ зх. д. / 40.41361° пн. ш. 97.45250° зх. д. (40.413641, -97.452375).  За даними Бюро перепису населення США в 2010 році селище мало площу 0,65 км², уся площа — суходіл.

## Демографія
Згідно з переписом 2010 року, у селищі мешкало 115 осіб у 53 домогосподарствах у складі 30 родин. Густота населення становила 178 осіб/км².  Було 70 помешкань (108/км²).
Расовий склад населення:
| - 97,4 % — білих - 0,9 % — корінних американців |

До двох чи більше рас належало 0,9 %. Частка іспаномовних становила 9,6 % від усіх жителів.
За віковим діапазоном населення розподілялося таким чином: 25,2 % — особи молодші 18 років, 57,4 % — особи у віці 18—64 років, 17,4 % — особи у віці 65 років та старші. Медіана віку мешканця становила 44,5 року. На 100 осіб жіночої статі у селищі припадало 98,3 чоловіків;  на 100 жінок у віці від 18 років та старших — 87,0 чоловіків також старших 18 років.
Середній дохід на одне домашнє господарство  становив 47 040 доларів США (медіана — 39 167), а середній дохід на одну сім'ю — 49 580 доларів (медіана — 38 333). Медіана доходів становила 46 250 доларів для чоловіків та 31 458 доларів для жінок. За межею бідності перебувало 2,3 % осіб, у тому числі 0,0 % дітей у віці до 18 років та 0,0 % осіб у віці 65 років та старших.
Цивільне працевлаштоване населення становило 61 осіб. Основні галузі зайнятості: освіта, охорона здоров'я та соціальна допомога — 34,4 %, роздрібна торгівля — 16,4 %, мистецтво, розваги та відпочинок — 16,4 %.